# 大岩オスカール

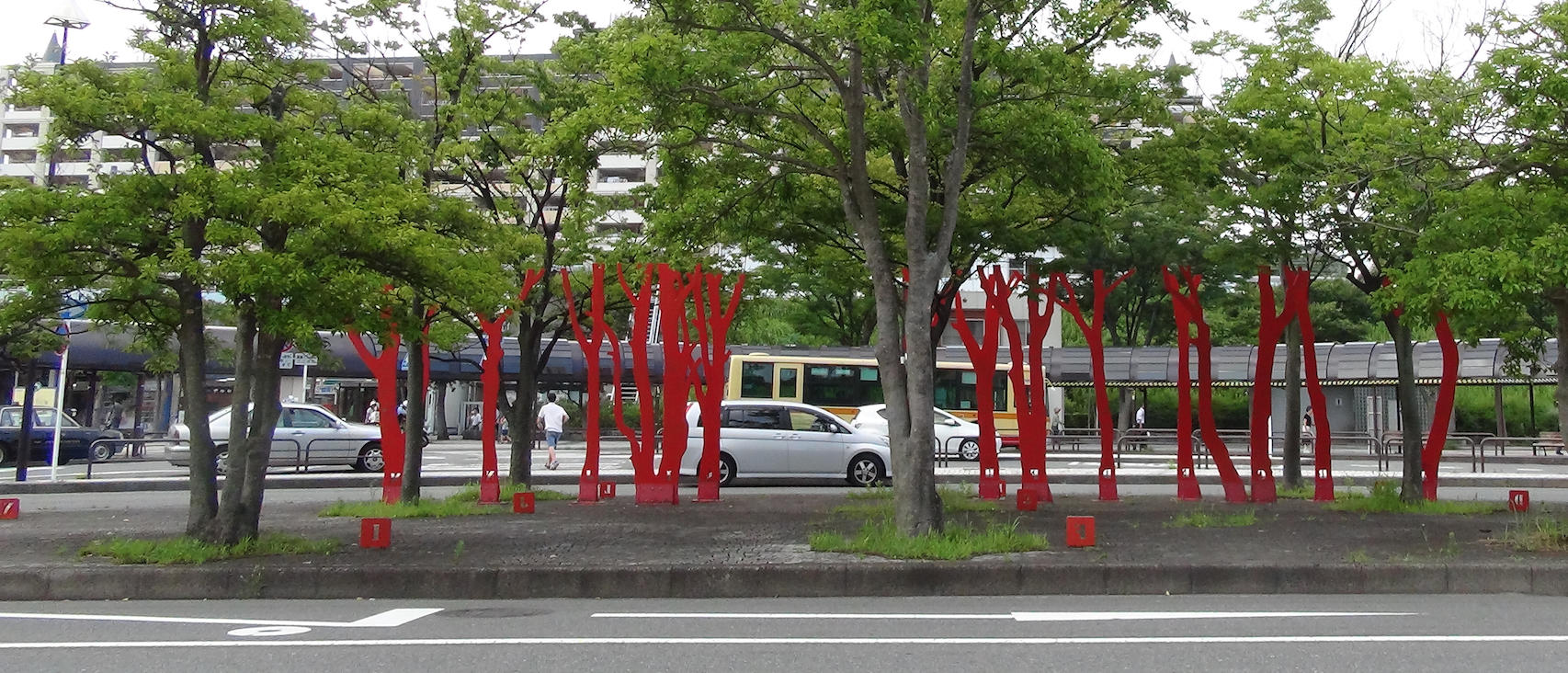
木のポートレイト, 1997, アルミニウム, 塗料, 高さ 3m, 本郷台駅前, 神奈川

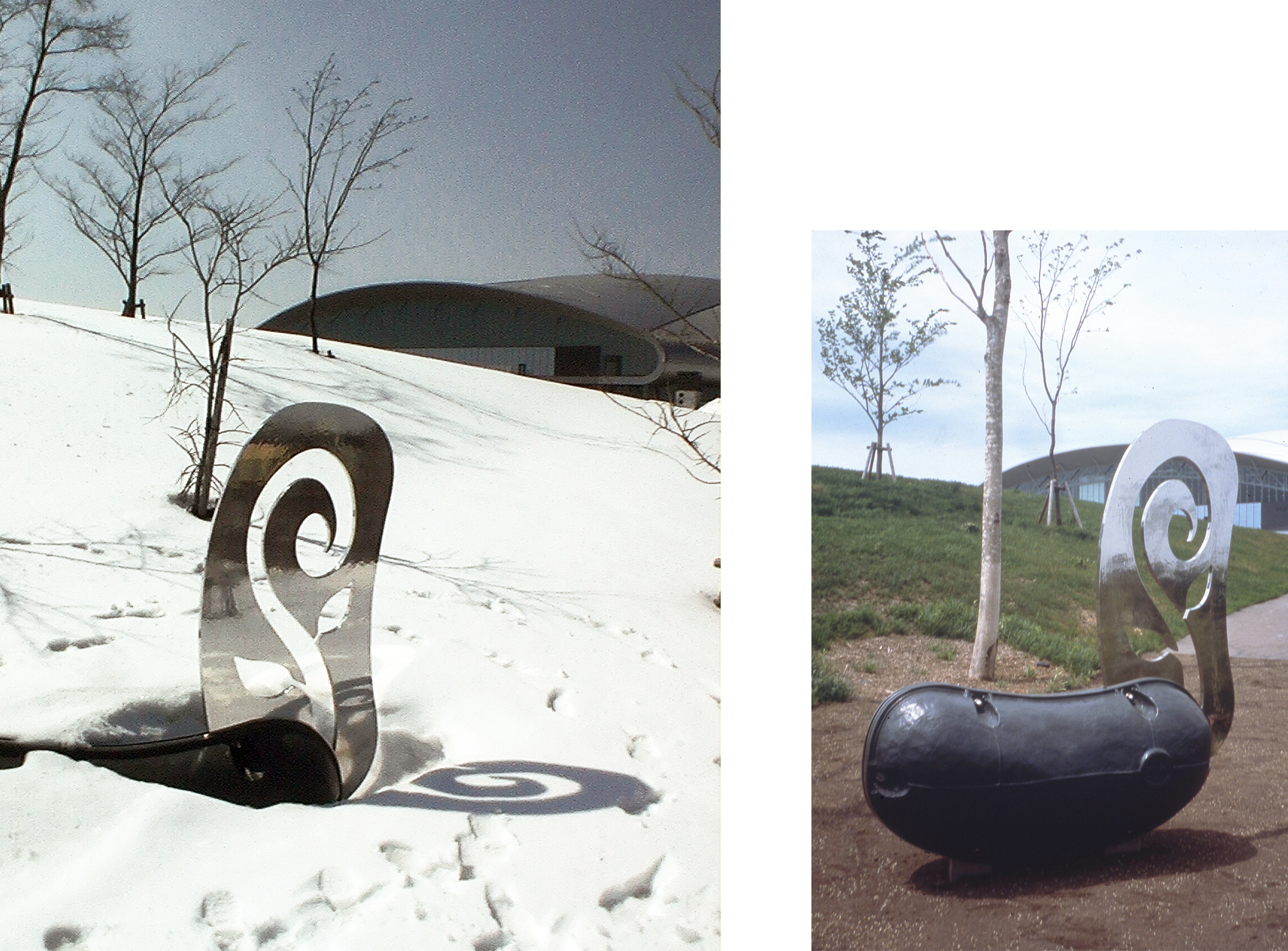
フェイジョン (豆), 2000, 鋳鉄, ステンレス・スティール, 180 x 230 x 50 cm, 札幌ドーム, 北海道

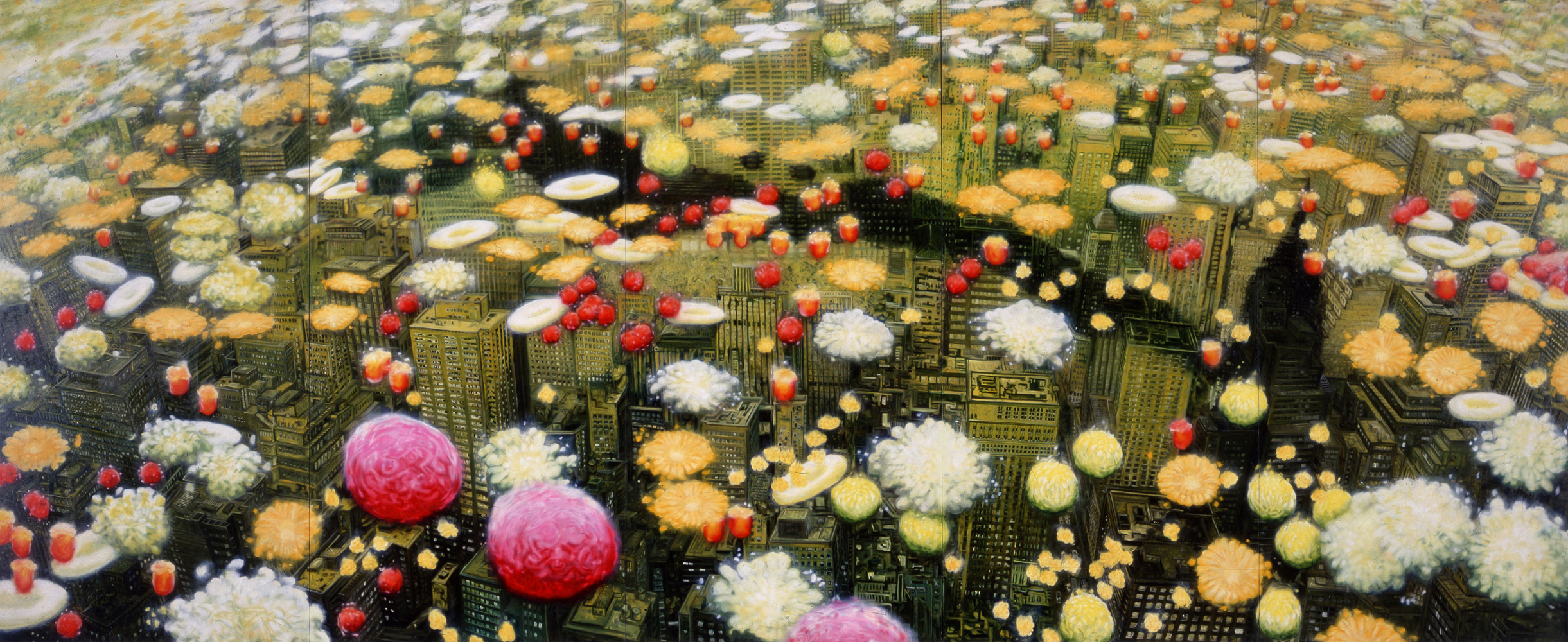
ガーデニング (マンハッタン), 2002, キャンバスに油彩, 227 x 555 cm, 東京国立近代美術館蔵、東京

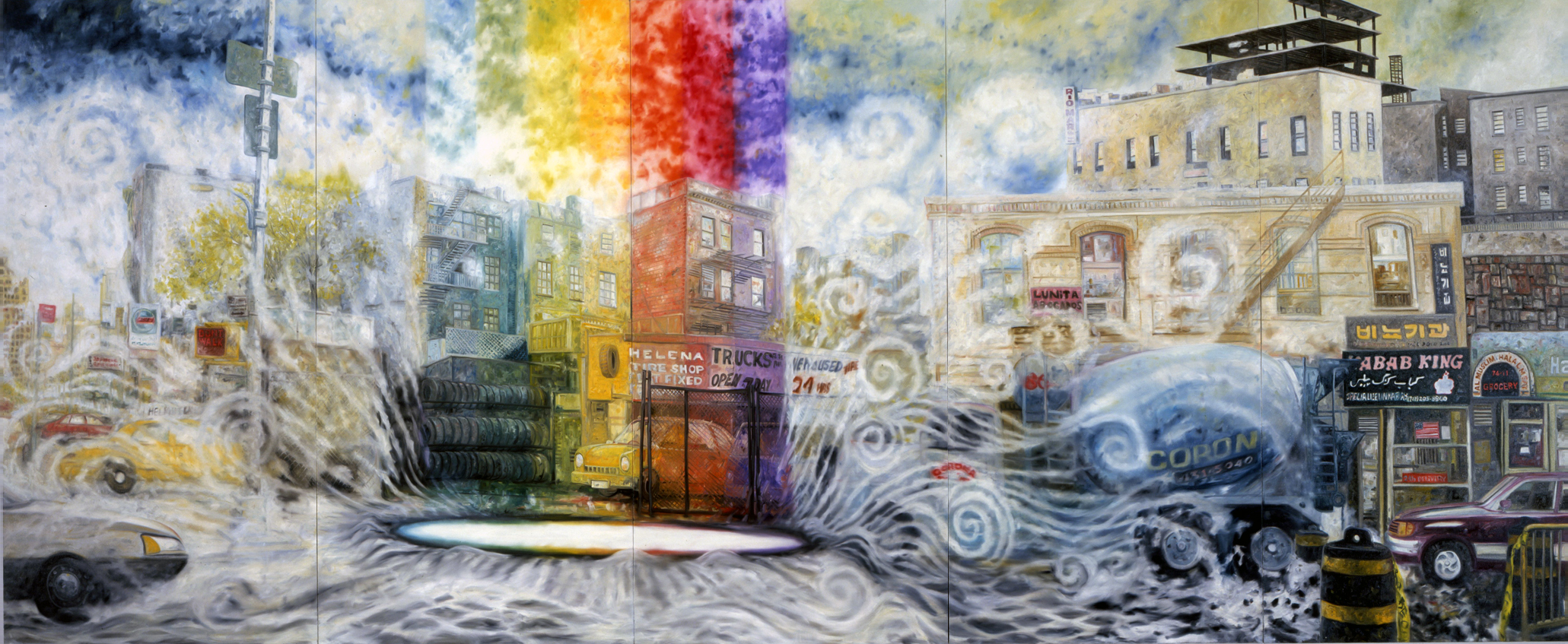
虹, 2003, キャンバスに油彩, 227 x 555 cm, 高松市美術館蔵, 香川

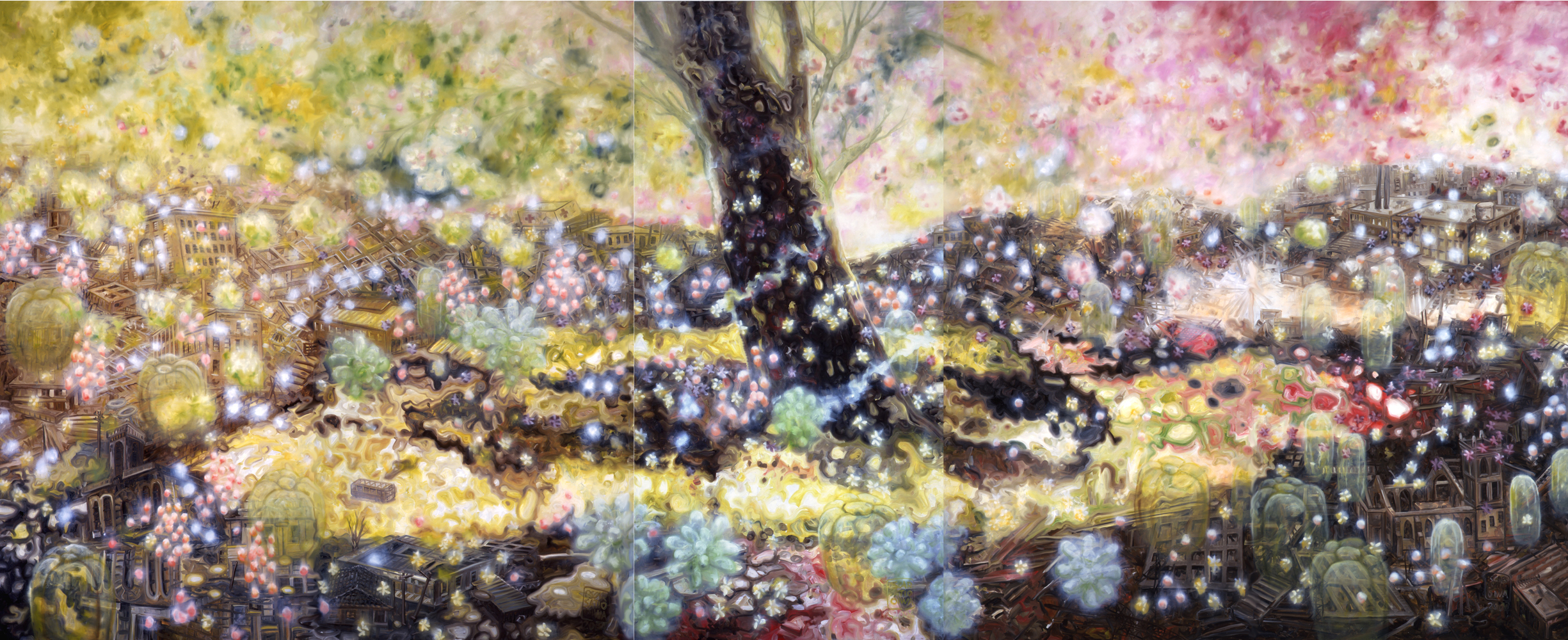
フラワーガーデン, 2004, キャンバスに油彩, 227 x 555 cm, 広島市現代美術館蔵、広島/個人蔵, 東京

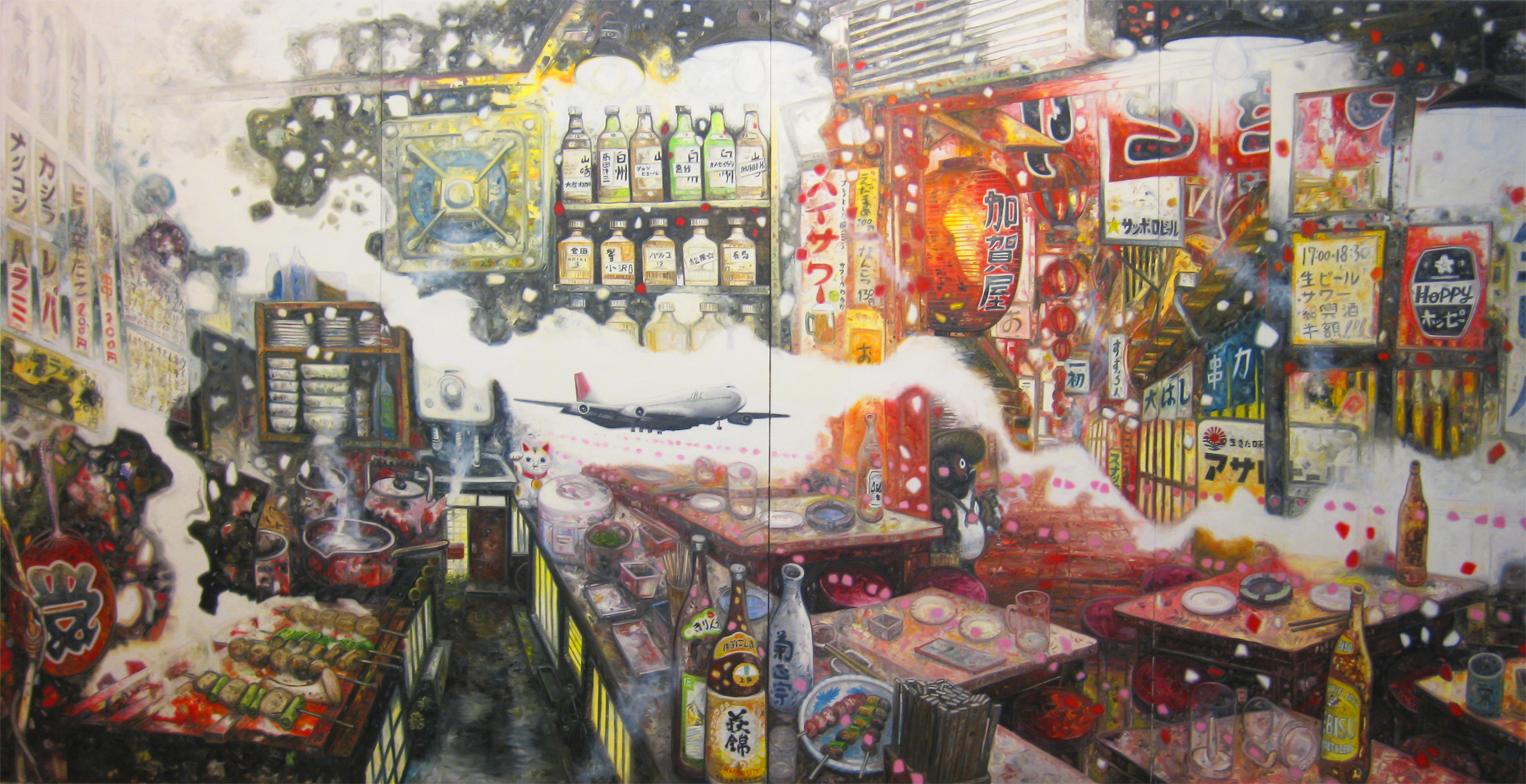
北千住, 2008, キャンバスに油彩, 227 x 444 cm, 金沢21世紀美術館蔵, 石川

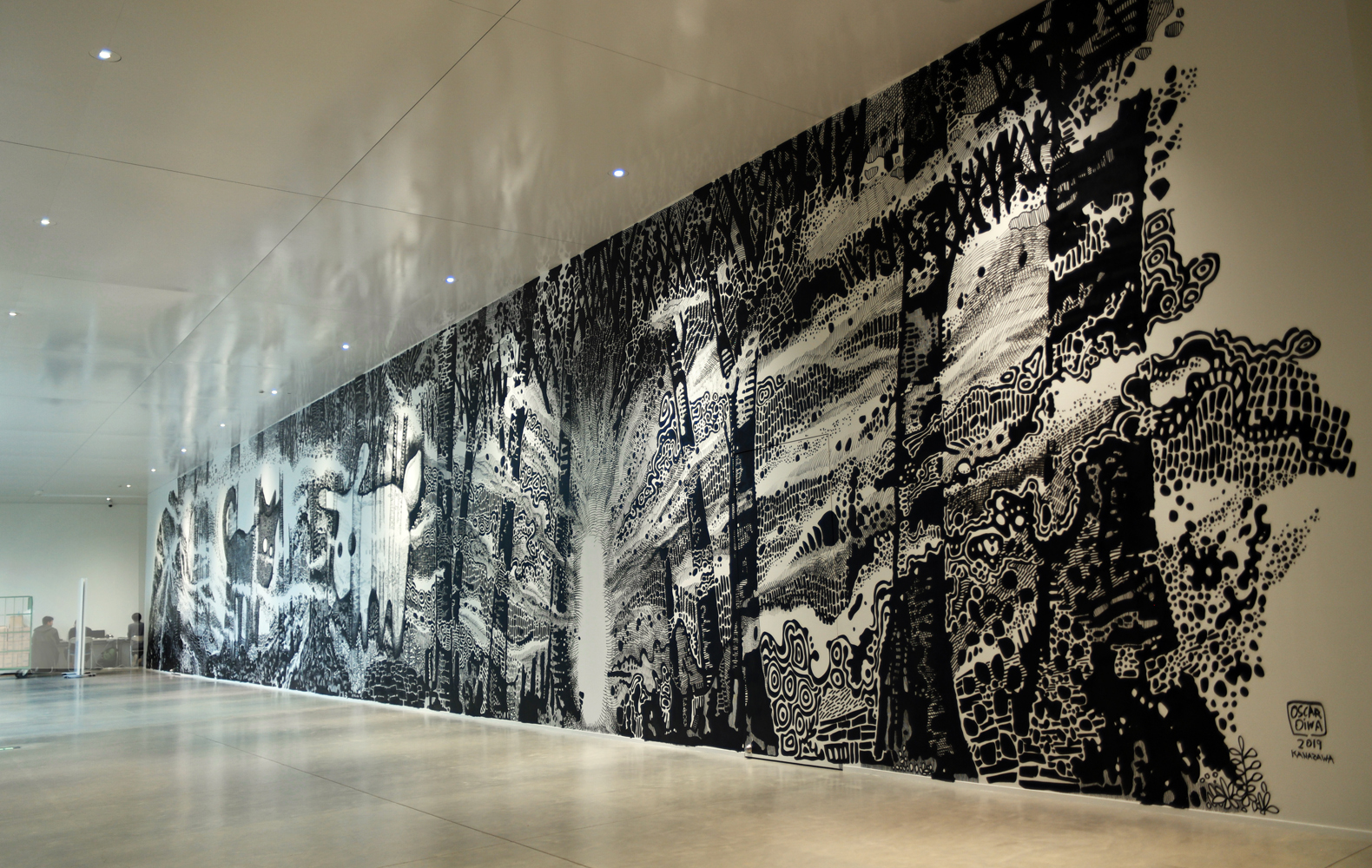
森, 壁面に耐水マーカー, 2019, 4 x 27 m, 金沢21世紀美術館蔵, 石川

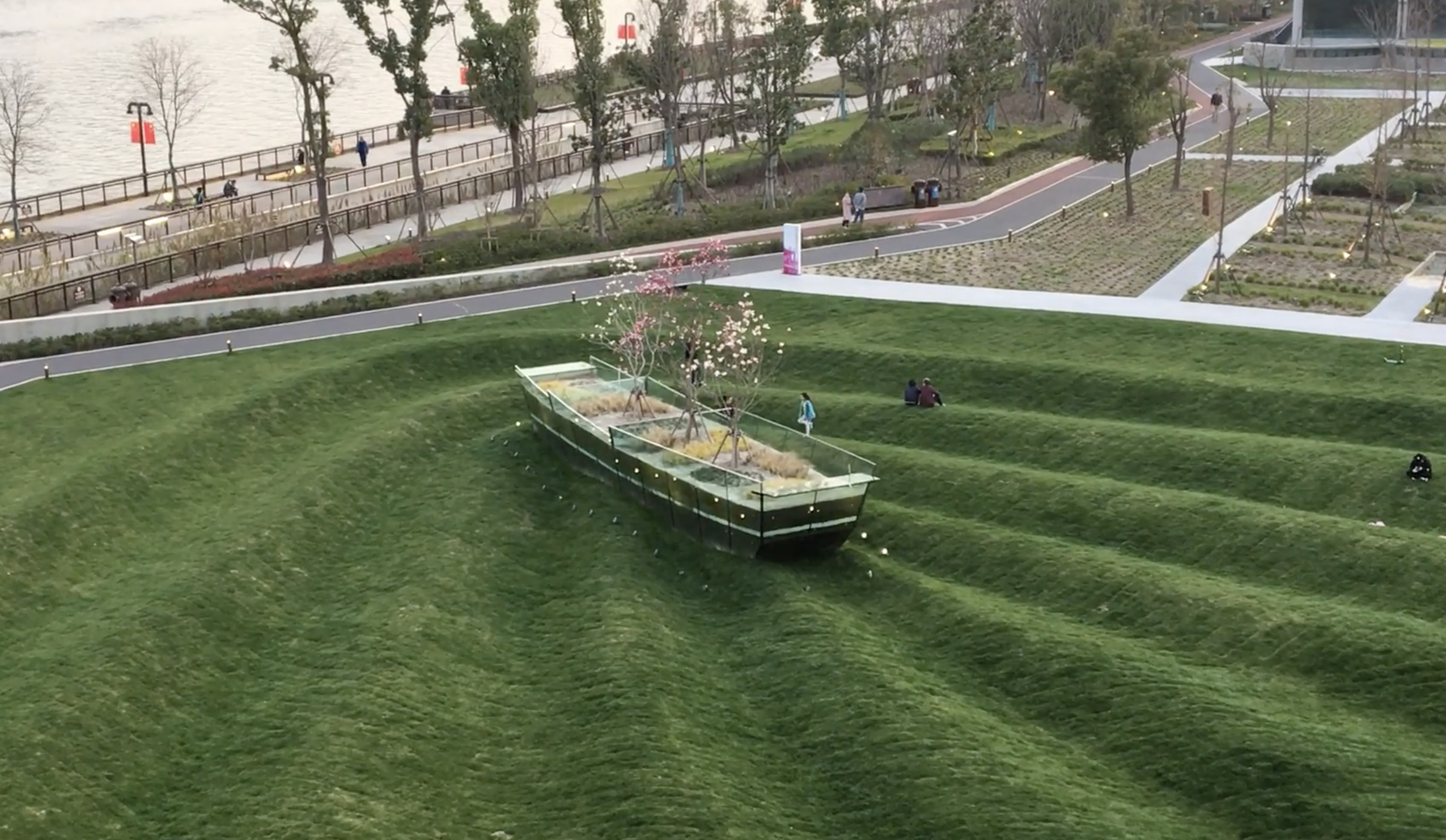
Time Shipper, 2020, ガラス、ステンレス、コンクリート、土、他、上海市

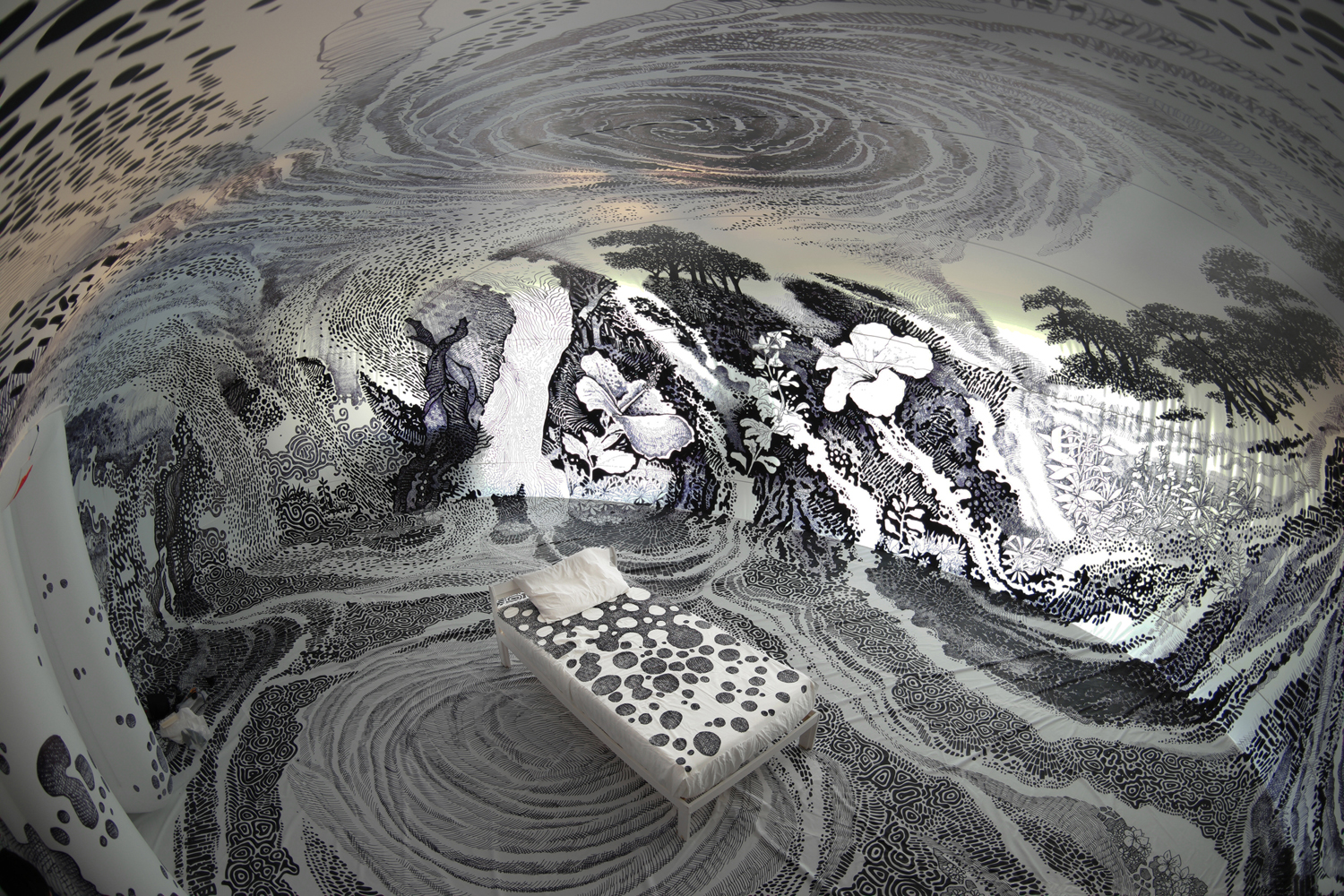
夢みる世界, インスタレーション, 2019, USC パシフィックアジア美術館

大岩 オスカール（おおいわ オスカール、1965年 - ）は、ブラジル出身の画家、現代美術家。アーティスト・グループ『昭和40年会』のメンバー。サンパウロ大学建築学部卒業。

## 人物
日本人の両親のもとにサンパウロで生まれ育つ。大学では建築を専攻する一方で、幼い頃から美術に親しんでいた大岩は、アーティストとしての活動も開始する。20代半ばの1991年には東京に活動拠点を移し、2002年にニューヨークに拠点を移すまでの11年間は日本で活動する。自己のアイデンティティと土地、都市や環境との関係性を鑑み、独特の視点から描いている。
ロンドンでの約1年間の滞在を含め11年間の活動の後、2002年以降現在にいたるまでニューヨークを活動の拠点としている。二度の大きな旅立ちの決心はいずれも、自身の作家としての活動を広げることにあったと言うように、大岩は自身の“移動”について、常に自発的、自覚的な作家であり続けている。これまでの約20年にわたる活動をサンパウロ時代から振り返れば、大岩の制作は、テキストや絵画、オブジェのほかに、架空の物語にもとづくインスタレーション、キットを模したコンセプチュアルな作品、パブリックアート、本の制作など、多岐にわたる幅の広いものである。
「子どもの頃からよく絵を描いたり、物を作ったりしていた。最近の忙しい子どもたちとは違って自由時間がたくさんあり、兄弟も多かったのでよく想像力を働かしておもちゃを作ったり、漫画を描いたりして遊んだ。ある意味では、大人になっても同じような生活をしているのではないかとたまに思ったりする。面白いと思うものを作り、それで生活をしている。新しい作品を考えるために、特別のプロセスはないが、アイデアは生活の中からなんとなく生まれてくる。日常的に新聞を読んだり、誰かの話を聞いたり、映画を見たり。街を歩いているうちに、頭の中で全然関係のない風景や出来事が繋がる。そこが自分の作品のアイデアの原点であったりする。」
「電波に包まれるニューヨークで生活して、まとまらないアメリカで税金を払い 、旅人生を過ごしながら、うまく行かない世の中で光を目指しながらここまで来ました。いろいろな事を経験しながら人間であるだけに、悩んだり、閃いたり、喜んだり、悲しんだりして生きています。これからどうしたいですか？とたまに聞かれることがあります。どこに着くかは分かりませんが、自分の本能に頼って、明るい方へ向かって旅を続けて行きたいと思っています。 最近、 幸せになりたいのだったら、自分の中で自分が目指せる光を育てていくのが大事なのではないかと思っています。幸せはもらうものではなく、自分の中で育てるものではないかと思います。」

## 経歴
＜主な個展＞
- 1997年「Via Crucis I」現代美術製作所（東京）
- 2000年「エデンの園」ライデン現代美術センター（オランダ）
- 2000年「マスターピース（古代美術館からの贈りもの）」フジテレビ・ギャラリー（東京）
- 2002年「ノアの箱舟」フレデリック・ジロッ・ギャラリー（パリ）
- 2003年「モンテ・パスコアル」トーマス・コーン・ギャラリー（サンパウロ）
- 2006年「見えない反射」 池田20世紀美術館（静岡）
- 2007年「ファイアーショップ」P.P.O.W （ニューヨーク）
- 2008年「夢みる世界」東京都現代美術館（東京）／福島県立美術館（福島）
- 2009年「夢みる世界」高松市美術館（香川）
- 2009年「アジアの台所」東京画廊+BTAP（北京）
- 2010年「抽象的な世界に囲まれている、具象的な自分」ギャラリーキャプション（岐阜）
- 2011年「大岩オスカール展」国立美術館（リオデジャネイロ）
- 2012年「Traveling Light」琴山（Keumsan)ギャラリー（ソウル）／渋谷ヒカリエ CUBE（東京）／アート・フロント・ギャラリー（東京）
- 2013年「Stormy Weather」ナラ・ロースラー・ギャラリー（サンパウロ）
- 2014年「大岩オスカール展」４タイムズ・スクエア（ニューヨーク）
- 2015年「Silent Ocean」琴山（Keumsan)ギャラリー（（ソウル）
- 2016年「世界は光に満ちている」アート・フロント・ギャラリー（東京）
- 2018年「光の満ちる銀座」東京画廊（東京）
- 2018年 「Oscar Oiwa in Paradise – Drawing the Ephemeral」ジャパン・ハウス（サンパウロ）
- 2018年 「The Light from the Forest（森からの光）」クムサンギャラリー（ソウル）
- 2019年 「Black and Light」キャデラックハウス（ニューヨーク）
- 2019年 「After Midnight」ミズマ・キップス＆ワダアート（ニューヨーク）
- 2019年 「Oscar Oiwa」ハンガーアートセンター/ギャラリー（ブリュッセル）
- 2019年 「光をめざす旅」金沢21世紀美術館（石川）
- 2019年 「Oscar Oiwa-トランスフィア＃６」パリ日本文化会館（パリ）
- 2020年 「夢みる世界」USC パシフィック・アジア美術館（パサデナ、カリフォルニア）

＜主なグループ展＞
- 1991年「第21回サンパウロ国際ビエンナーレ」（サンパウロ）
- 1993年「自然と都市のはざまで - ブラジルアートの今日展」フジタ・ヴァンテ・ミュージアム（東京）
- 1995年「VOCA'95」上野の森美術館（東京）
- 2000年「空き地」豊田市美術館（愛知）
- 2000年「大地の芸術祭 越後妻有アートトリエンナーレ」松代町（新潟）
- 2000年「ギフト・オブ・ホープ」東京都現代美術館（東京）
- 2001年「かたちを求めて」釜山市美術館（韓国）
- 2002年「大分現代美術展2002 アート循環系サイト」大分市美術館（大分）
- 2002年「今、ここにある風景＝コレクション＋アーティスト＋あなた」静岡県立美術館（静岡）
- 2003年「旅」東京国立近代美術館（東京）
- 2006年「見えない反射」池田20世紀美術館（静岡）
- 2007年「現代絵画の展望」旧新橋停車場 鉄道歴史展示室／JR上野駅 Breakステーションギャラリー（東京）
- 2009年「にいがた水と土の芸術祭」新潟市美術館（新潟）
- 2010年「瀬戸内国際芸術祭」、男木島（香川）
- 2010年「ブラジル日系人画家の系譜」、兵庫県立近代美術館（兵庫）
- 2011年「昭和40年会 We are Boys!」、デュッセルフドルフ美術館（デュッセルフドルフ）／アート・アーセナル （キエフ）
- 2011年「グローバル・ニュー・アート」、損保ジャパン東郷青児美術館（東京）
- 2013年「瀬戸内国際芸術祭」、男木島、伊吹島（香川）
- 2014年「政治都市」サラ・デ・アルテ・サンタンデル（サンパウロ）
- 2014年「陽光の大地—ブラジルの日系人画家たちと大岩オスカール」群馬県立館林美術館（群馬）
- 2015年 「コレクション・ビカミング」東京都現代美術館（東京）
- 2015年「六甲ミーツ・アート」六甲山（兵庫）
- 2015年「俯瞰の世界図」広島市現代美術館（広島）
- 2016年「瀬戸内国際芸術祭」男木島・小豆島（香川）
- 2016年　コレクション展「ダイアリー」金沢21世紀美術館（石川）
- 2017年「鉄道絵画発　ピカソ行　コレクションのドア、ひらきます」東京ステーションギャラリー（東京）
- 2017年「芸術作品に見る首都高展」O美術館（東京）
- 2017年「Transpacific Borderlands」全米日系人博物館（ロサンゼルス）
- 2017年「北アルプス国際芸術祭」大町温泉郷（長野）
- 2017年「TARO賞20年/20人の鬼子たち」岡本太郎記念館（東京）
- 2017年「コレクション・ハイライト＋特集　光ノ形/光ノ景」広島市現代美術館（広島）
- 2017年「Global New Art タグチ・アートコレクションのエッセンス」ウッドワン美術館（広島）
- 2018年「21世紀の美術　タグチ・アートコレクション展」平塚市美術館（神奈川）
- 2018年「EXODUS: Émigré Artists and the New York Vanguard」ホワイトボックス（ニューヨーク）
- 2018年「高松市美術館コレクション＋木村忠太とこぼれる光のなかで」高松市美術館（香川）
- 2018年「韓国、日本、中国の現代美術」三炭アートマイン、江原道(韓国)
- 2018年「Back to 1918: 10年ひとむかしと人は言う」兵庫県立美術館（兵庫）
- 2018年「終わりのむこうへ：廃墟の美術史」渋谷区立松濤美術館（東京）
- 2019年「韓国日本インターチェンジ展」LOOP（ソウル）
- 2019年「タグチ・アートコレクション 球体のパレット」北海道立帯広美術館/道立釧路美術館/道立函館美術館/札幌芸術の森美術館（北海道）
- 2019年 「瀬戸内国際芸術祭」沙弥島/男木島（香川）
- 2019年 「百年の編み手たち」東京都現代美術館（東京）
- 2019年 「上海都市空間芸術季（SUSAS）」（上海）
- 2020年 「アーリー90‘s トーキョーアートスクアッド」アーツ千代田3331（東京）

## その他
2017年　大岩の絵画にインスピレーションを得て、チャド・キャノンが作曲した交響曲 「The Dreams of a Sleeping World」が スロヴェニア・フィルハーモニー・オーケストラによって初演される。2019年にCDが発売された。

## 受賞歴等
- 1995年「VOCA展'95」 奨励賞 上野の森美術館（東京）
- 1995年  アーティストレジデンス賞、デルフィナ・スタジオ・トラスト（ロンドン）
- 1996年 「第4回横浜彫刻ビエンナーレ」大賞、栄区民賞、横浜美術館（神奈川）
- 1997年  ポロック・クラズナー財団 スカラシップ（ニューヨーク）
- 2001年  アジアン・カルチュラル・カウンシル フェローシップ（ニューヨーク／東京）
- 2001年  ジョン・サイモン・グッゲンハイム記念財団 フェローシップ（ニューヨーク）

## 代表作
- 『都市の牛』1994年、横浜美術館蔵
- 『エイジアン・ドラゴン』1995年、豊田市美術館蔵
- 『古代美術館』1995年、豊田市美術館蔵
- 『クジラ 1』『クジラ 2』1989年、宇都宮美術館蔵
- 『戦争と平和』2001年、東京都現代美術館蔵
- 『ガーデニング（マンハッタン）』2002年、東京国立近代美術館蔵
- 『雷雨』2002年、兵庫県立美術館蔵
- 『虹』2003年、高松市美術館蔵
- 『黒い雪２』2003年、アリゾナ州立大学美術館蔵
- 『フラワー・ガーデン』2004年、広島市現代美術館蔵
- 『美世界肉食公司（Beautiful World Meat Market ）』2004年
- 『野良犬』2004年
- 『総理大臣の悪夢』2010年 森美術館蔵
- 『北千住』2008年 金沢21世紀美術館蔵
- 『5つの巣』2012年
- 『Floresta』2012年 在東京ブラジル領事公邸蔵
- 『Merci Claude（ありがとうクロード）』2013年　第47回モントルー・ジャズ・フェスティバル公式ポスター原画　モントルージャズアーティスツ財団蔵
- 『大岩島２』2013年/2016年　瀬戸内国際芸術祭
- 『光をめざす旅』2018年
- 『森』2019年、金沢21世紀美術館
- 隔離（Quarantine ）シリーズ　2020年

## 主なパブリックコレクション
- 豊田市美術館 (愛知）
- 東京国立近代美術館  (東京）
- 広島市現代美術館 (広島）
- 東京都現代美術館 (東京）
- 宇都宮美術館（栃木）
- 東京ステーションギャラリー (東京）
- 池田20世紀美術館 (静岡）
- 森美術館 (東京）
- フォーエバー現代美術館 (秋田）
- 兵庫県立美術館 (兵庫）
- 高松市美術館 (香川)
- 福島県立美術館（福島）
- 新潟市美術館 (新潟）
- 横浜美術館（神奈川）
- 群馬県立館林美術館（群馬）
- 金沢21世紀美術館（石川）
- 三戸町立現代版画研究所（青森）
- アリゾナ州立大学美術館 (アリゾナ）
- フェニックス美術館 (アリゾナ）
- モナコ大公アルベール２世財団（モナコ）
- デルフィナ財団（ロンドン）
- モントルー・ジャズ・アーティスツ財団（モントルー）
- サンパウロ大学現代美術館（サンパウロ）
- 慶南道立美術館（慶南道）

## 著作
- 『はじめてアート』スカイドア、1995年 ISBN 4915879224
- 『Via Crucis』現代美術製作所（東京）
- 『ART&ist』現代企画室、2000年 ISBN 4773800143
- 『大岩オスカール グローバリゼイション時代の絵画』現代企画室、2008年 ISBN 9784773808018
- 『えあそびノート』大岩オスカールスタジオ、2012年
- 『天地創造』大岩オスカールスタジオ、求龍堂、2016年 ISBN 978-4-7630-1611-9